# Graeme Miller
Pour les articles homonymes, voir Miller.
Graeme Miller, né le 20 novembre 1960 à Auckland, est un coureur cycliste néo-zélandais, professionnel entre 1993 et 2002.

## Biographie
Il fut le porte-drapeau de l'équipe de Nouvelle-Zélande aux Jeux du Commonwealth de 1998.
Lauréat de plus de 200 victoires au cours de sa carrière, une blessure au dos le contraint à se retirer du cyclisme professionnel en 2002. 

## Palmarès sur route
- 1984
  - Steve Nobilo Wines Classic Grand Prix
- 1986
  - Vaux Grand Prix
  -  Médaillé d'argent du contre-la-montre par équipes aux Jeux du Commonwealth
- 1987
  -  Champion de Nouvelle-Zélande sur route
- 1988
  - Fitchburg Longsjo Classic
  - 7e et 8e étapes de la Milk Race
  - 8e de la course en ligne des Jeux olympiques
- 1989
  - Tour de Somerville
- 1990
  -  Médaillé d'or de la course en ligne aux Jeux du Commonwealth
  -  Médaillé d'or du contre-la-montre par équipes aux Jeux du Commonwealth
  - Grand Prix de Beauce
- 1992
  - Tour de Toona
- 1993
  - 4e étape du Herald Sun Tour
  - 8e étape du New Zealand Post Tour
  - 3e du CoreStates USPRO Championship
- 1994
  - 6e étape du Tour du Michigan
- 1995
  - 11e étape du Herald Sun Tour
  - 9e et 10e étapes du Tour de Nouvelle-Zélande
- 1997
  - Tour de l'Ohio :
    - Classement général
    - 9e étape

  - Tour de Southland
- 1998
  - Murrysville Classic
  - 6e étape du Tour de l'Ohio
  - 10eb et 11e étapes du Herald Sun Tour
  - 3e de la Clarendon Cup
  - 3e du Tour de l'Ohio
- 1999
  - 2e étape du Bermuda GP
  - Murrysville Classic
  - Tour de Southland :
    - Classement général
    - 1re, 6e et 8e étapes

  - 2e étape de la West Virginia Classic
  - 6e étape du Tour Down Under
  - 4e étape du Tour du Japon
  - 2e du Bermuda GP
- 2000
  - Murrysville Classic
  - Prologue du Tour de Langkawi
  - 4e étape du Tour du Japon
  - Great Lakes Classic
  - 2e de l'Athens Twilight Criterium
  - 2e de la Harlem Skyscraper Classic
- 2001
  - Athens Twilight Criterium
  - Another Dam Race :
    - Classement général
    - 1re étape

  - 2e étape du Tour du Japon
  - 10e étape du Tour de Southland
  - 2e du Tour de Wellington
  - 2e du Manhattan Beach Grand Prix
- 2002
  - 3e étape de la Wendy's International Cycling Classic
  - 2e de la Wendy's International Cycling Classic

## Palmarès sur piste

### Jeux du Commonwealth
- 1982
  -  Médaillé d'argent de la poursuite par équipes